# レネネト

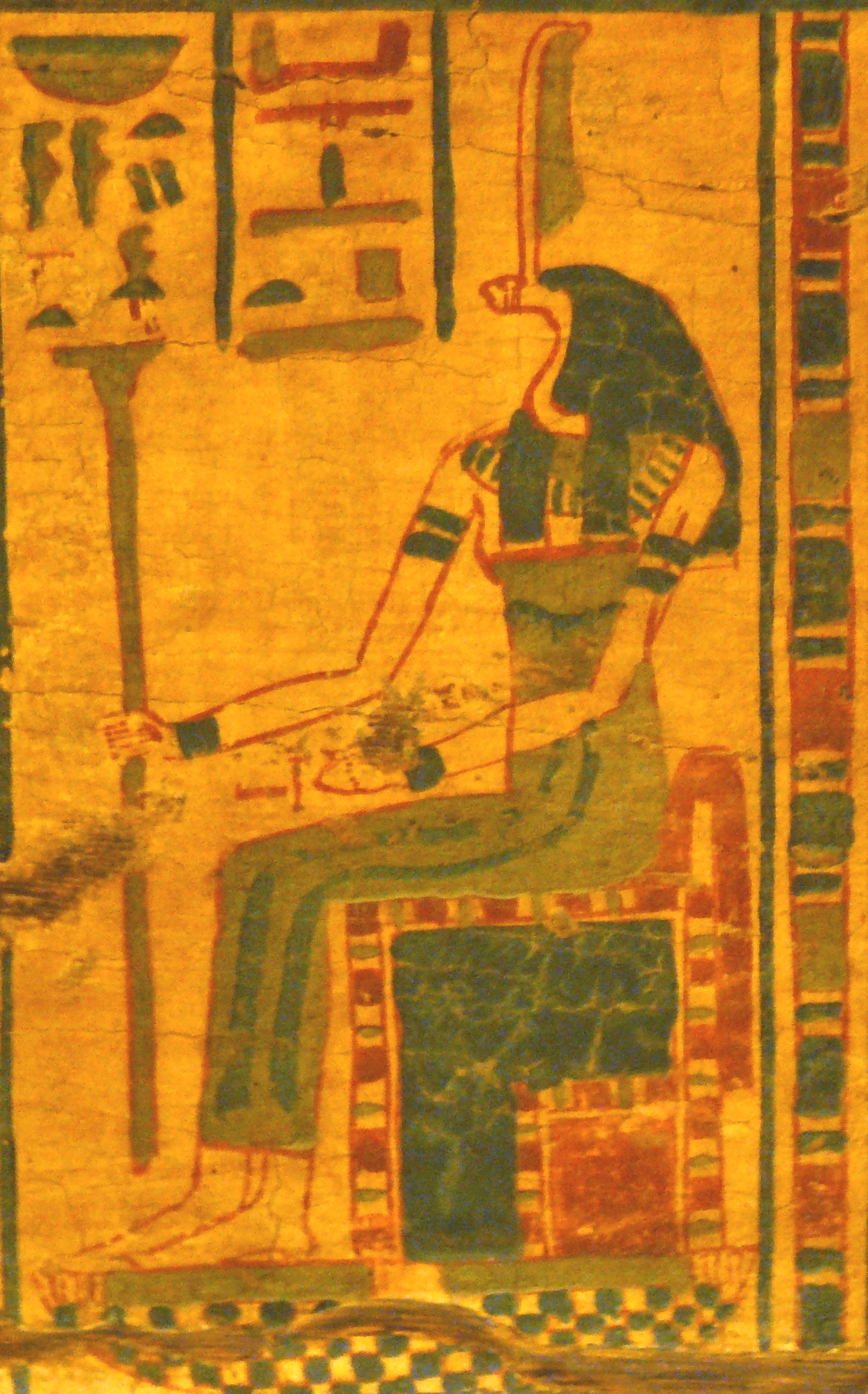
レネネト。

レネネト（Renenet）、レネヌテト (Renenutet) 、エルヌテト (Ernutet) とは、エジプト神話の養育または、運命の女神である。

## 概要
エジプト神話に登場する人間の赤ん坊に乳を与えて養育する乳母の女神である。レネネトを描く際は、ファラオや時には、死者にその乳を与える様子が描かれた。やがてレネネトは、運命、特に幸運と富を司るとされた。そのため早い時期から神聖な動物とされたコブラと同一視される豊作の女神エルヌテトと習合されていた。
その姿は、頭部がコブラで2枚の羽毛が着いた頭飾りか太陽円盤と牝牛の2本の角でできた頭飾りを装着している。
レネネトは、シャイやメスケネトと共に死後の審判の間に立ち会い死者の性格をオシリスに報告するとされた。レネネトの夫は、セベクとされる。